# Lophuromys pseudosikapusi
Lophuromys pseudosikapusi är en gnagare i släktet borstpälsade möss som förekommer i Etiopien.
Arten blir 13,0 till 13,8 cm lång (huvud och bål), har en 7,8 till 8,6 cm lång svans och väger 53 till 67 g. bakfötterna är 2,3 till 2,5 cm långa och öronen är cirka 2 cm stora. Pälsen på ovansidan är svartröd med inslag av brunt (inte spräckligt) och undersidan är täckt av orange päls. På den ganska långa svansen förekommer bara några glest fördelade hår. Angående kraniets uppbyggnad liknar arten en underart av Lophuromys flavopunctatus (subsp. brunneus) som ibland godkänns som art. Lophuromys pseudosikapusi har en diploid kromosomuppsättning med 70 kromosomer (2n=70).
Denna gnagare lever i ett skogsområde i Etiopiens västra högland vid cirka 1950 meter över havet. Habitatet utgörs av fuktiga bergsskogar. De kännetecknas av många exemplar av fikussläktet som lever som parasiter på andra växter. Arabiskt kaffe (Coffea arabica) är ett vanligt lågt träd i skogarna.
Lophuromys pseudosikapusi besöker även kaffeodlingar bredvid skogarna.
Arten delar reviret med olika andra gnagare som Dendromus melanotis, Lophuromys chrysopus, Stenocephalemys albipes, Mus mahomet, Lemniscomys macculus och Desmomys yaldeni.
Skogsavverkningar är ett hot mot beståndet som redan är litet. IUCN listar arten som starkt hotad (EN).